# Закашанский, Максим
Максим Закашанский (нем. Maxim Sakaschansky, настоящее имя Меир; 27 марта 1885, Рясно Могилёвской губернии, Российская империя — 8 июля 1952, Тель-Авив, Израиль) — актёр и певец на идише.

## Биография
Родился в семье лесоторговца. Закончив хедер и иешиву в Орше, он после погромов в 1905 г. уехал в Швейцарию, а затем в Ригу, где в 1928—1929 выступал в театре комедии и оперетты. В 1929 г. он оказался в Берлине, где получил известность как исполнитель еврейских народных песен.
В 1930 г. Закашанский основал еврейское литературное кабаре «Лапсердак» (нем. Kaftan), «одно из лучших берлинских кабаре, самобытное и причудливое», где выступал вместе с Рут Клингер, которая в 1931 г. стала его женой. Супруги также много гастролировали, как по Германии (посетив более 30 городов), так и в Чехословакии, откуда Клингер была родом. C приходом нацистов к власти в 1933 г. кабаре было закрыто. Закашанский и Клингер эмигрировали в Палестину; архив театрально-концертной деятельности Закашанского, относящейся к берлинскому периоду, уцелел и хранится в Институте Лео Бека (Центре еврейской истории) в Нью-Йорке.